# 锯齿沙参
锯齿沙参（学名：Adenophora tricuspidata）为桔梗科沙参属的植物。分布于远东地区、西伯利亚以及中国大陆的内蒙古、黑龙江等地，生长于海拔900米的地区，见于湿草甸、桦木林下以及向阳草坡，目前尚未由人工引种栽培。